# Dum Romae consulitur, Saguntum expugnatur
La locución latina Dum Romae consulitur, Saguntum expugnatur, traducida literalmente, significa mientras Roma discute, Sagunto es expugnada.
La cita exacta sería Dum ea Romani parant consultantque, iam Saguntum summa vi oppugnabatur. Esta frase no la pronuncian los embajadores de Sagunto para pedir la ayuda de Roma en el esfuerzo por repeler el asedio que en el año 219 a. C. el general cartaginés Aníbal Barca había impuesto a la ciudad, sino que es el amargo comentario de Livio sobre la situación (cfr. Livio, XXI, 7, 1). Roma vaciló, de modo que tras ocho meses de lucha la ciudad se rindió y Aníbal la arrasó. Este ataque fue el casus belli de la segunda guerra púnica.
A menudo sólo se menciona la primera parte de la frase (Dum Romae consulitur...), en referencia a quienes pierden mucho tiempo en consultas continuas sin decidirse, en un contexto que requeriría decisiones rápidas.